# 普雷澤米斯勞·扎莫伊斯基
普雷澤米斯勞·扎莫伊斯基（波蘭語：Przemysław Zamojski，1986年12月16日—），波蘭籃球運動員，現在效力於波蘭聯賽球隊Basket Zielona Góra。他也代表波蘭國家男子籃球隊參賽。